# Kolia
Kolia – miejscowość w Wallis i Futunie (zbiorowość zamorska Francji), położona na wyspie Futuna, w okręgu Alo. Według spisu powszechnego z 2018 roku, liczyła 254 mieszkańców.